# Lehrbefähigung
Lehrbefähigung oder lateinisch Facultas Docendi (nach alter Orthographie: Facultas docendi, wörtlich „Fähigkeit zu lehren“) ist ein Begriff aus dem Hochschulrecht und Schulrecht.

## Verfahren an Hochschulen
Mit der erfolgreichen Habilitation wird dem Wissenschaftler in der Regel zugleich die Lehrbefähigung (Facultas Docendi) verliehen, die von der Lehrbefugnis (Venia Legendi) zu unterscheiden ist.

### Erwerb in Deutschland
In der Regel wird mit dem Abschluss des Habilitationsverfahrens dem Antragsteller die Lehrbefähigung (Facultas Docendi) für ein bestimmtes Fach oder eine Fächerkombination bescheinigt. Nachträgliche Erweiterung oder Beschränkung durch die Fakultäten ist – auch auf Antrag – möglich. Die Fächer sind beispielsweise auch wichtig für die Chancen in späteren Bewerbungs- bzw. Berufungsverfahren für Professuren.
Die Venia Legendi ist ergänzend die Befugnis bzw. Berechtigung, selbständig in einem Fach bzw. Fächern zu lehren. In der überwiegenden Zahl der Bundesländer werden Lehrbefähigung und Lehrbefugnis gemeinsam erteilt. Dort, wo es unterschieden wird, ist für die Erteilung der Lehrbefugnis die Universität (Senat oder Fakultätsrat) zuständig und entscheidet dies separat. 
Inhaber der Lehrbefähigung, die zusätzlich die Lehrberechtigung erhalten haben, dürfen sich Privatdozent nennen und sind in der Regel zur Lehre verpflichtet (unentgeltliche „Titellehre“ von in der Regel 2 Semesterwochenstunden). Damit ist in keinem Automatismus eine feste Anstellung verbunden, die soziale Lage der reinen Privatdozenten wird allgemein als prekär eingeschätzt.
Die Lehrbefähigung erlischt, wenn derjenige akademische Grad nicht mehr geführt werden darf, der Voraussetzung für die Zulassung zum Habilitationsverfahren war.

#### Spezielle Verfahrensweise in der DDR
In der DDR wurde seit Einführung der Promotionsordnungen vom 21. Januar 1969 die Promotion B anstelle der früheren Habilitation erlangt. Mit dieser Promotion B war kein Erwerb einer Lehrbefähigung verbunden wie bei der Habilitation. Diese musste in einem eigenständigen Verfahren zur Erlangung der Facultas Docendi erworben werden, das auch zu einer eigenen Urkunde „Facultas docendi“ führte und im Allgemeinen vorher abgewickelt wurde. Damit war der Besuch hochschulpädagogischer Weiterbildungsveranstaltungen bis zu postgradualen Studien verbunden (Schulung der Didaktik, Rhetorik u. a.). Die Facultas Docendi wurde als Lehrbefähigung für ein spezielles Fachgebiet erteilt, wobei als Voraussetzungen insbesondere eine Fachvorlesung und ein Fachvortrag zu absolvieren waren.
Dagegen galt die Lehrbefugnis mit der Berufung zum Hochschullehrer (Hochschuldozent oder Professor) als erteilt und musste nicht besonders beantragt werden. Sie wurde auch nicht besonders bescheinigt, der Name Venia Legendi wie auch der offizielle Status eines Privatdozenten war unüblich.

### Erwerb in der Schweiz
In der Schweiz wird die Lehrbefähigung kantonal geregelt. Die Bezeichnung „Facultas docendi“ für das Habilitationsfach ist aber eher unüblich.

## Schulen
In der Schule erhalten Lehrkräfte nach Abschluss der vorgeschriebenen Ausbildung eine Lehrbefähigung für das studierte Lehramt. In Deutschland müssen mindestens zwei Fächer studiert worden sein.
Bei der Fakultas (facultas docendi) handelt es sich um einen älteren Begriff für die Qualifikation von Gymnasiallehrern. Diese Fakultas bedeutet eine Lehrberechtigung für ein bestimmtes Fach am Gymnasium nach Ablage der wissenschaftlichen Prüfung (heutiges I. Staatsexamen). Wilhelm von Humboldt führte in Preußen 1810 das obligatorische examen pro facultate docendi für angehende Gymnasiallehrer ein, um die Bildungsqualität zu sichern. Dabei kann diese Berechtigung auf die unteren Klassen begrenzt sein (Kleine Fakultas für Drittfächer). Die Mitgliedschaft in einer Abiturprüfungskommission setzt in der Regel die gymnasiale (für Sek. II; oder für die berufliche Schule) Lehrbefähigung voraus (Beispiel: APOV Mecklenburg-Vorpommern 2019, § 27).